# Camille Wollès
Pour les articles homonymes, voir Wollès.
 (juin 2008).
Camille Hubert Nicolas Lambert Wollès (ou Camille Wolles) est un peintre belge né à Saint-Josse-ten-Noode le 1er juillet 1864 et mort à Hingene le 28 décembre 1942. Il est le frère du peintre Lucien Wollès.

## Biographie
Camille Wollès étudia dans l’atelier privé d'Ernest Blanc-Garin. Il a peint des scènes de paysages. Il fut membre de L'Essor à Bruxelles et il y exposait des peintures entre 1886 et 1891. Il a vécu pendant un certain temps à Ohain. Il a épousé à Saint-Gilles le 8 avril 1896 Marie Régine Constant, née à Bruxelles le 29 juin 1867. Le couple a quitté Ohain le 3 juillet 1930 pour Hingene qui est une section de la commune de Bornem en province d’Anvers, arrondissement de Malines. Le couple a eu une fille, Madeleine, née à Bruges le 26 août 1899.

## Hommage
La Rue Camille Wollès a été nommée en son honneur dans la commune bruxelloise de Schaerbeek. Elle commence au carrefour formé par le boulevard Léopold III et l'avenue Frans Courtens, jusqu'à la rue Henri Chomé en passant par la rue Paul Leduc.

## Musée
- Bruxelles, Kon. Musée des Beaux-Arts de Belgique.
- Winch, Musée Wuyts - Van Campen et Baron Caroly.

## Littérature
- Biographie nationale de Belgique, la partie XXXII.[réf. incomplète]
- Le Dictionnaire des peintres belges du XIVe siècle à nos jours, Bruxelles, 1995.

## Expositions
- Cercle artistique et littéraire de Bruxelles. Du 27 janvier au 5 février 1922[2].
- Bruges, ses peintres : exposition internationale de beaux-arts, 15 juil.-15 sept. 1908 {177. Canal (Temps gris, novembre) 178. Canal (Eté)} [3]